# Raza Razai
Raza Razai, född 16 februari 1980, är en afghansk fotbollsspelare (anfallare). Han började spela för Afghanistans fotbollslandslag år 2003.